# Edin Šarčević
Edin Šarčević (* 16. Juni 1958 in Sanski Most) ist ein bosnischer Jurist.

## Leben
Nach dem Abitur 1977 studierte er von 1978 bis 1981 Rechtswissenschaften an der Rechtswissenschaftlichen Fakultät der Universität Sarajevo. Von 1981 bis 1983 war er Journalist, Redakteur und Angestellter im Stadtrat der Stadt Sanski Most. Von 1984 bis 1988 war er Redakteur beim Dritten Programm von Radio Sarajevo. Nach Abschluss 1988 des postgraduierten Studiums an der Rechtswissenschaftlichen Fakultät der Universität Belgrad, Magister der Rechtswissenschaften, war er von 1988 bis 1992 wissenschaftlicher Assistent und Oberassistent Juristischen Fakultät in Sarajevo. 1992 lehrte er als Gastprofessor an der Juristischen Fakultät der Universität Helsinki. Nach der Promotion zum Dr. jur. 1992 an der Rechts- und Wirtschaftswissenschaftlichen Fakultät der Universität des Saarlandes war er von 1993 bis 1999 wissenschaftlicher Assistent am Lehrstuhl für Staats- und Verwaltungsrecht, Umwelt-, Wirtschafts- und Planungsrecht der Juristenfakultät Leipzig (Christoph Degenhart). Nach der Habilitation 1999/2002 an der Juristenfakultät der Universität Leipzig; Erteilung der Lehrbefugnisse für Staatsrecht und Allgemeine Staatslehre, Völkerrecht und Europarecht war er von 1999 bis 2003 Oberassistent der Juristenfakultät Leipzig. 2003 vertrat er die C-4 Professur für Öffentliches Recht, Völkerrecht und Europarecht an der Juristenfakultät Leipzig. 2004 wurde zum außerplanmäßigen Professor an der Juristenfakultät der Universität Leipzig ernannt. Seit 2010 ist er leitender Direktor des regionalen Kompetenzzentrums für Öffentliches Recht mit dem Sitz in Sarajevo und seit 2011 Schriftleiter und Herausgeber der Zeitschrift „Blätter für öffentliches Recht“.

## Schriften (Auswahl)
- Die Schlussphase der Verfassungsgebung in Bosnien und Herzegowina. Leipzig 1996, ISBN 3-931922-31-6.
- Der Rechtsstaat. Modernität und Universalitätsanspruch der klassischen Rechtsstaatstheorien – eine Bilanz der Rechtsstaatslehren zwischen aufgeklärtem Liberalismus und Nationalsozialismus. Leipzig 1996, ISBN 3-929031-88-4.
- Religionsfreiheit und der Streit um den Ruf des Muezzins. Leipzig 2000, ISBN 3-934565-43-3.
- Das Bundesstaatsprinzip. Eine staatsrechtliche Untersuchung zur Dogmatik der Bundesstaatlichkeit des Grundgesetzes. Tübingen 2000, ISBN 3-16-147263-2.